# مصطفى الزلمي
مصطفى إبراهيم محمد أمين الزلمي (1 يوليو 1924 - 4 يونيو 2016) (كردي: مستەفا زەڵمی) علامة ومفكر إسلامي عراقي الجنسية من أصول كردية. له أكثر من ستين مؤلف في الشريعة والقانون. شارك في كثير من المؤتمرات داخل العراق وخارجه.

## نسبه
الزلمي نسبة إلى «زلم» قرية حدودية، يفصلها عن إيران سلسلة جبال، التابعة لناحية خورمال محافظة حلبجة في اقليم كوردستان.

## ولادته ووفاته
ولد في ربيع في الشهر الثالث من سنة 1924م، في منطقة خضراء سياحية في وادي زلم فيه شلالات ماء ونهر وبساتين بيئته نظيفة جميلة جدا وهادئة، لا تشوهها أي اعتداءات استمر في العيش هناك إلى عمر 12 سنه.
توفي في يوم 4/6/2016 يوم السبت أثر وكعة صحية في مستشفى بار Par hospital ž في عمر يناهز 92 عاما....حيث تم الصلاة عليه في جامع جليل الخياط في أربيل وتم دفن جثمانه في مسقط رأسه في منطقة خورمال التابعة لمحافظة حلبجة الشهيدة....

## نشأته
نشأ في بيت والده في القرية المذكورة ودخل المدرسة الدينية سنه 1934م وخرج من قريته طالبا للدراسة متنقلا في المدارس الدينية العراقية، بادئاً بمدرسة مركز ناحية خورمال ثم انتقل إلى مدرسة درشيش، ثم إلى أبا عبيدة وهاتين المدرستين في نفس الناحية، أي تابعتان لقضاء حلبجة.

## سيرته العلمية
1.	دخل المدرسة الدينية في عام 1934م ودرس على يد المختصين من الشيوخ العلماء في العراق وإيران (علوم النحو والصرف والمناظرة والمنطق والبلاغة واصول الدين واصول الفقه والفلسفة والرياضيات والفلكيات)

2.	حاز على الإجازة العلمية في العلوم الإسلامية سنة 1946م.

3.	حاز البكالوريوس في القانون من جامعة بغداد 1965م.

4.	حاز الماجستير في الشريعة الإسلامية 1969م من جامعة بغداد 

5.	حاز ماجستير في الفقه المقارن 1971م من جامعة الازهر 

6.	حاز ماجستير في القانون 1973م من جامعة القاهرة

7.	حاز دكتوراه في الفقه المقارن بمرتبة الشرف من جامعة الازهر 1975م.

8.	حصل على لقب الأستاذ المساعد 1981 (جامعة بغداد).

9.	حصل على لقب الأستاذ المتميز في جامعة بغداد 1985.

10.	منح مرتبة الاستاذية (البروفيسورية) من جامعة بغداد 1987م.

11.	منح لقب الاستاذ المتمرس 1990م من جامعة بغداد 

12.	حاز على دكتوراه في القانون بتقدير امتياز من جامعة بغداد 2005م.

## حياته المهنية
1.	امام ومدرس في جامع ملا احمد الهرمني في السليمانية.

2.	امام في الجيش العراقي العسكري.

3.	عين بصفة مدرس في كلية القانون في عام 1975م.

4.	مارس التدريس في كليات القانون في الجامعة المستنصرية وجامعة بغداد وجامعة النهرين والمعهد القضائي منذ 1976م.

5.	عين رئيسا للقسم القانون الخاص في كلية القانون في عام 1976.

6.	عين عميدا لكلية صدام للحقوق، سنة 1988م. 

7.	مارس التدريس مختلف العلوم الشرعية والقانونية من مايس 1946 -1/7/2007 في المدارس والكليات الدينية وكليات القانون في جامعة بغداد وجامعة النهرين وفي كليات الشريعة والمعهد القضائي. 

8.	مارس التدريس في كلية القانون جامعة صلاح الدين (2009-2010).

9.	اشرف على عدد كثير من رسائل الماجستير وأطروحة الدكتوراه في الشريعة والقانون والفلسفة وأصول الفقه.

## مؤلفاته
للدكتور مصطفى الزلمي (60) مؤلف في المقارنات بين الشريعة والقانون، منها كتب منهجية في الجامعات العراقية والجامعات العربية، منها:
- أصول الفقه في نسيجه الجديد
- أحكام الزواج والطلاق في الفقه الإسلامي دراسة مقارنة بالقانون
- التبيان لرفع غموض النسخ في القران
- أحكام الميراث والوصية وحق الانتقال
- أخطاء أصولية لابن السبكي في كتابه جمع الجوامع
- التدخين أضراره وتحريمه في القران
- أسباب اختلاف الفقهاء في الاحكام الشرعية
- حق الحرية في القران
- ايضاح الفوائد في شرح القواعد
- دلالات النصوص وطرق استنباط الاحكام في ضوء أصول الفقه الأسلامي
- حكم احكام القران
- الالتزامات في الشريعة الاسلامية والتشريعات المدنية العربية
- الالتزامات في ضوء المنطق والفلسفة
- حكم التعامل مع الجين البشري في الشريعة الاسلامية
- الصلة بين علم المنطق والقانون
- الطلاق في الشرائع والقوانين والاعراف خلال اربعة الاف سنة

## الجوائز
- جائزة الأستاذ المتميز من جامعة بغداد 1985.
- جائزة الأستاذ المتميز من رئاسة الجمهورية 1993.
- جائزة الإنتاج العلمي 1993م.
- جائزة الأستاذ المتميز من جامعة النهرين1995.
- تكريم وشهادة تقديرية من ديوان رئاسة الجمهورية.
- شارة الكتاب مع الجائزة 1995م من ديوان الرئاسة.
- جائزة ووسام العلوم بمرسوم جمهوري رقم 112 في 6/6/2002م.
- جائزة تكريم العلماء من وزارة التعليم العالي والبحث العلمي 2005م
- جائزة تكريم العلماء من جامعة النهرين 2006م.

## العضوية في اللجان القانونية
1-الاشتراك في مناقشة مشروع القانون المدني العراقي 1985(لمدة 3 أشهر). 

2-لجنة إعادة النظر في نواقص القوانين العراقية 2002. 

3- لجنة إعادة النظر في قانون اصول المحاكمات الجزائية ونواقص المعهد القضائي في 2003. 

4-لجنة اعداد الاليات الدستور العراقي الجديد 2005. 

5- لجنة مشروع قانون المفقودين والشهداء والاسرى 1988. 

6- شارك في كثيرمن الاجتماعات القانونية في وزارة العدل.
- المشاركة في المؤتمرات داخل العراق وخارجه:
- مؤتمر علماء الاجتماع العرب المنعقد في بغداد /1980.
- مؤتمر وزارة العدل لمناقشة المسائل القانونية المنعقد في بغداد /1988.
- مؤتمر الأطباء العرب المنعقد في بغداد /1989.
- مؤتمر نقابة الأطباء المنعقد في نينوى (الموصل)1993.
- مؤتمر رابطة العلماءالمنعقد في الموصل 2001.
- مؤتمر حقوق الإنسان في الاردن2002.
- مؤتمر انقرة المنعقد في انقرة 2004.
- مؤتمرالامم المتحدة لدراسة القضاء الصالح المنعقدفي الأردن 2005.
- مصادر أخرى

1.مجلة أزهر-رجال في الذاكرة - الشيخ الدكتور مصطفى الزلمي. 

2.مركز كلكامش للدراسات والبحوث الكوردية-شخصيات كوردية-شخصية علمية العلامة الدكتور مصطفى الزلمي.